# پی-۸۰۰ انیکس
پی-۸۰۰ انیکس ((به روسی: П-۸۰۰ Оникс);(به انگلیسی: Onyx)) که در بازارهای صادراتی تحت عنوان یاخونت (به روسی: Яхонт;به انگلیسی، آوانگاری: ruby or sapphire) هم شناخته می‌شود، یک موشک کروز ضد کشتی مافوق صوت روسیه/اتحاد جماهیر شوروی است که به عنوان مدل دارای رم‌جت از موشک پی-۸۰ زوبر توسط شرکت (به انگلیسی: NPO Mashinostroyeniya) ساخته (توسعه یافته) شده‌است. ساخت این موشک از سال ۱۹۸۳ آغاز گردیده و در سال ۲۰۰۱ اجازه پرتاب این موشک از زمین، دریا، هوا و زیردریایی صادر شده‌است. این موشک توسط ناتو توسط تحت نام اس‌اس-ان-۲۶ (به انگلیسی: SS-N-26) نام‌گذاری شده‌است. هرچند در گزارش‌ها آمده که این موشک جایگزینی برای موشک پی-۲۷۰ موسکیت (به انگلیسی: P-270 Moskit) است اما این احتمال می‌رود که جایگزین موشک پی-۷۰۰ گرانیت (به انگلیسی: P-700 Granit) نیز باشد. پی-۸۰۰ همچنین به عنوان پایه و اساس موشک مافوق صوت پی‌جی-۱۰ براهموس (به انگلیسی: PJ-10 BrahMos)، که ساخت مشترک کشورهای هند-روسیه می‌باشد نیز قرار گرفته‌است.
سرگئی پریخودکو، مشاور ارشد رئیس‌جمهور روسیه، در سخنان خود از قصد روسیه برای ارائه موشک پی-۸۰۰ به کشور سوریه خبر داده بود. سوریه دو سامانه پرتابگر به همراه ۷۲ تیر از این مدل موشک را نیز دریافت کرده‌است.